# White City (Illinois)
Pour les articles homonymes, voir Ville blanche.
White City est un village du comté de Macoupin, en Illinois, aux États-Unis. La communauté est citée en février 1859, comme faisant partie de Mt Olive Township. Le village est incorporé le 1er novembre 1907,. Lors du recensement de 2010, le village comptait une population de 221 habitants.

## Source de la traduction
- (en) Cet article est partiellement ou en totalité issu de l’article de Wikipédia en anglais intitulé « White City, Illinois » (voir la liste des auteurs).